# Hikaru Matsunaga
Pour les articles homonymes, voir Matsunaga.
Hikaru Matsunaga (松永 光, Matsunaga Hikaru) est un juriste et homme politique japonais né le 23 novembre 1928 à Unzen (préfecture de Nagasaki) et mort le 11 octobre 2022
.
Il a été ministre des Finances du 27 janvier au 30 juillet 1998.

## Biographie

### Jeunesse et études
Hikaru Matsunaga est né en 1928. Après le lycée, il est admis à l'université Waseda, dont il est diplômé de la faculté de droit.

### Carrière
Hikaru Matsunaga est juge d'instruction. Il commence sa carrière comme juge d'instruction dans les régions australes du Japon, dans les années 1950. Devenant membre du Parti libéral-démocrate, il est nommé ministre de l'Éducation dans les années 1980, puis ministre du commerce international et de l'industrie au gouvernement de Toshiki Kaifu à partir du 9 août 1989.
Il est nommé ministre des finances par Ryūtarō Hashimoto en 1998, remplaçant Hiroshi Mitsuzuka. Celui-ci avait été obligé de partir à cause d'un scandale de corruption. Son mandat au ministère est toutefois court, car il quitte son poste le 30 juillet de la même année, remplacé par Kiichi Miyazawa. 